# Коскиа, Аугустин
Агусти́н Коски́а (исп. Agustín Coscia; род. 8 апреля 1997, Росарио, Санта-Фе) — аргентинский футболист, нападающий испанского клуба «Туделано».

## Клубная карьера
Коскиа — воспитанник клуба «Росарио Сентраль» из своего родного города. 27 августа 2016 года в матче против «Дефенса и Хустисия» он дебютировал в аргентинской Примере.